# Höghultstjärn
Höghultstjärn är en sjö i Laxå kommun i Västergötland och ingår i Motala ströms huvudavrinningsområde. Sjöns area är 0,001 kvadratkilometer och den är belägen 175 meter över havet.
(Sjön saknar namn i Lantmäteriets databas)